# Psammobatis normani
Psammobatis normani là một loài cá thuộc họ Arhynchobatidae. Nó được tìm thấy ở Argentina và Chile. Môi trường sống tự nhiên là cửa biển.